# 허성현
허성현(1998년 11월 3일 ~)은 대한민국의 가수다. 2021년 싱글 'uh-uh'로 정식 데뷔했다. 첫 앨범은 1번이다.

## 경력
허성현은 2021년에 아메바컬쳐와 계약했다. 2022년에 <쇼미더머니11>에 출연해 준우승을 차지했다.2023년엔 hit the floor 단독콘서트를 개최후 성공적으로 마무리했다.

## 방송
- 쇼미더머니 8 (2019) - Top54
- 쇼미더머니 9 (2020) - Top14
- 고등래퍼 4 (2021) - 특별 심사위원
- 쇼미더머니 11 (2022) - 준우승

## 음반
| 2019             | 《1번》                | 허성현 |                     |      |       |
| 2020             | 《Cliche》             | 허성현 |                     |      |       |
| 2021             | 《Viral Cypher 1》     | 허성현 |                     |      |       |
| 2021             | 《uh-uh》              | 허성현 |                     |      |       |
| 2021             | 《business boy》       | 허성현 |                     |      |       |
| 2021             | 《MBT》                | 허성현 |                     |      |       |
| 2022             | 《926》                | 허성현 |                     |      |       |
| 2022             | 《Midnight Law》       | 허성현 |                     |      |       |
| 2023             | 《voice tool tip.txt》 | 허성현 - T Factory X FLO 덕콘 허성현 (2021) - 허성현 단독 콘서트 (2023) \| 시상식 \| 연도 \| 후보 \| 부문 \| 결과 \| 각주 \| \| ---------------- \| ---- \| ---------- \| ------------------- \| ---- \| ---- \| \| 한국 힙합 어워즈 \| 2023 \| "마이웨이" \| 올해의 콜라보레이션 \| 후보 \| [3] \| 1. 2. 3. |                     |      |       |
| 시상식           | 연도                   | 후보 | 부문                | 결과 | 각주  |
| 한국 힙합 어워즈 | 2023                   | "마이웨이" | 올해의 콜라보레이션 | 후보 | [ 3 ] |